# يوزنوكراينسك
يوزنوكراينسك هي مدينة تقع في ميكولايف أوبلاست، أوكرانيا تبعد حوالي 350 كم جنوب العاصمة كييف.